# Староконстантиновский замок
Замок князей Острожских в Староконстантинове, Староконстантиновский замок — оборонительное фортификационное сооружение, возведённое в XVI веке на территории города Староконстантинова Константином Острожским.

## История

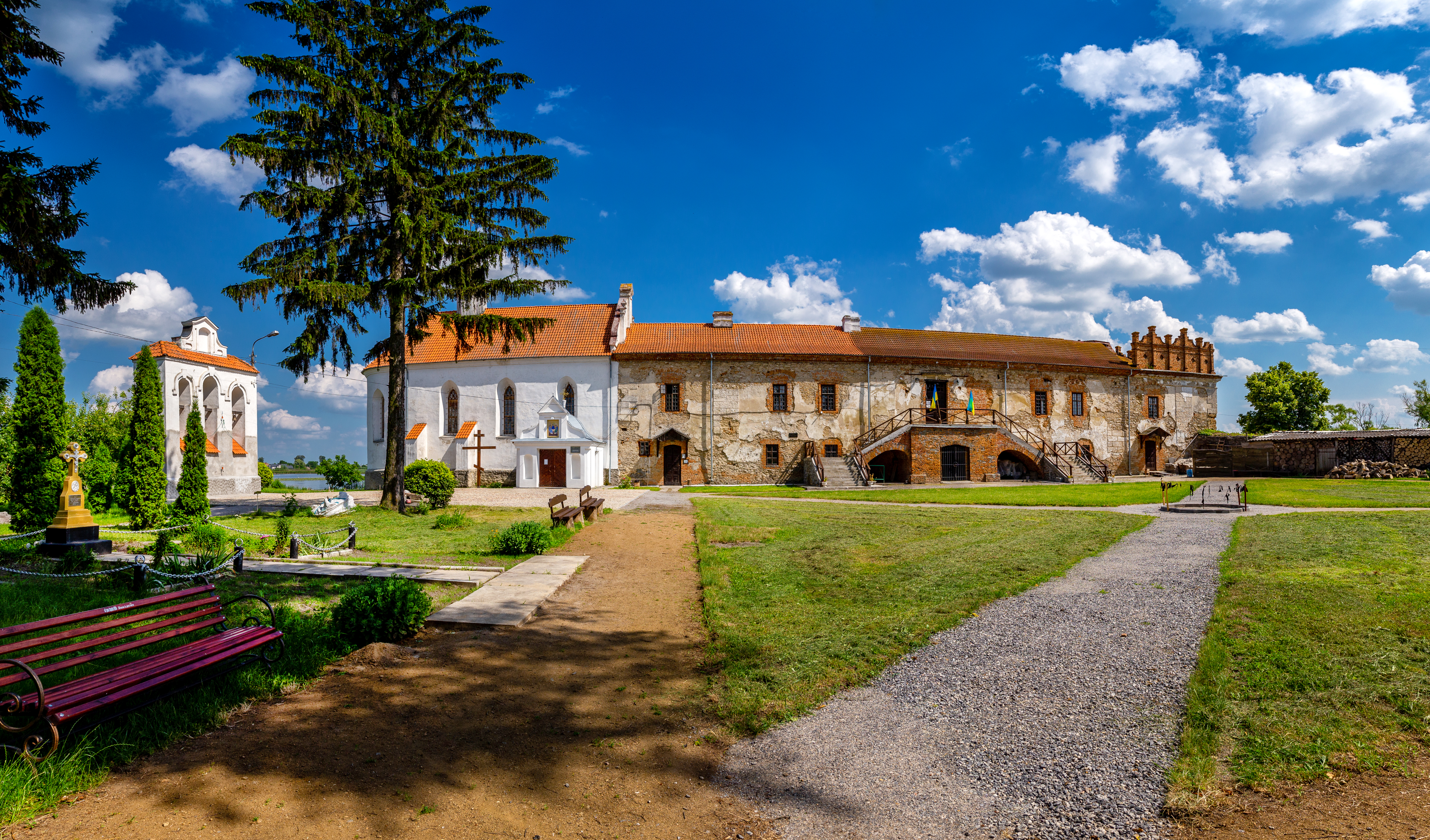
Панорамный вид замкового двора

В 1561 году князь Константин-Василий Острожский основал замок и город Константинов. В 1571 году строительство замка было завершено. Татары ни разу не смогли взять замок во время набегов орды на Волынь. В 1591 году сотником надворной казацкой сотни Константиновского замка был Северин Наливайко.

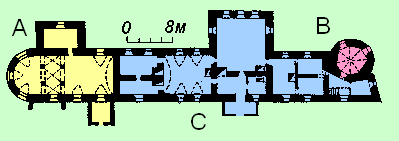
Проекция замка

В 1648 году украинское казацкое войско взяло замок приступом. В Староконстантинове формируется Староконстантиновская сотня Волынского полка. 26 июня 1649 года в замке побывал Гетман Украины Богдан Хмельницкий. Со временем, оказавшись в пограничье Украинской державы и Речи Посполитой, Староконстантинов терпел постоянные опустошения вследствие войн, которые продолжались между этими государствами. В 1673 году в замке размещался украинский казацкий гарнизон Петра Дорошенко. Во время похода 1675 года Ибрагима Сатаны на Львов турецкое войско попыталось захватить замок, но это ему не удалось.

## Описание замка
Замок находится на мысе, образовавшемся в месте слияния Случи и Икопоти. Сохранились: дворец с оборонительной башней (донжоном) в юго-восточной части и замковой церковью на востоке, колокольня, ворота на север от дворца, частично сохранились стены замка. Очерёдность строительства была следующей: оборонительная башня с донжоном, замковая церковь (построенная как оборонительное сооружение), оборонительная стена, дворец. Основные работы выполнены в 1561—1571 гг., застройка внутренней части замка — начало XVII века.
Со стороны суши замок защищал ров, который заполнялся водами рек, и земляной вал с каменной стеной толщиной 1,5 метра и высотой 5,8 м. По описаниям, замок имел пять башен, соединённых между собой стеной. Въездные ворота были двухъярусными, имели четырёхскатную крышу и жестяную кровлю. Перед воротами был подъёмный мост. Церковь сложена из камня и кирпича, покрыта глазурованной черепицей, однонефная, одноапсидная. Со стороны реки к церкви пристроена ризница с бойницами. Сегодня церковь использует община УПЦ (КП).

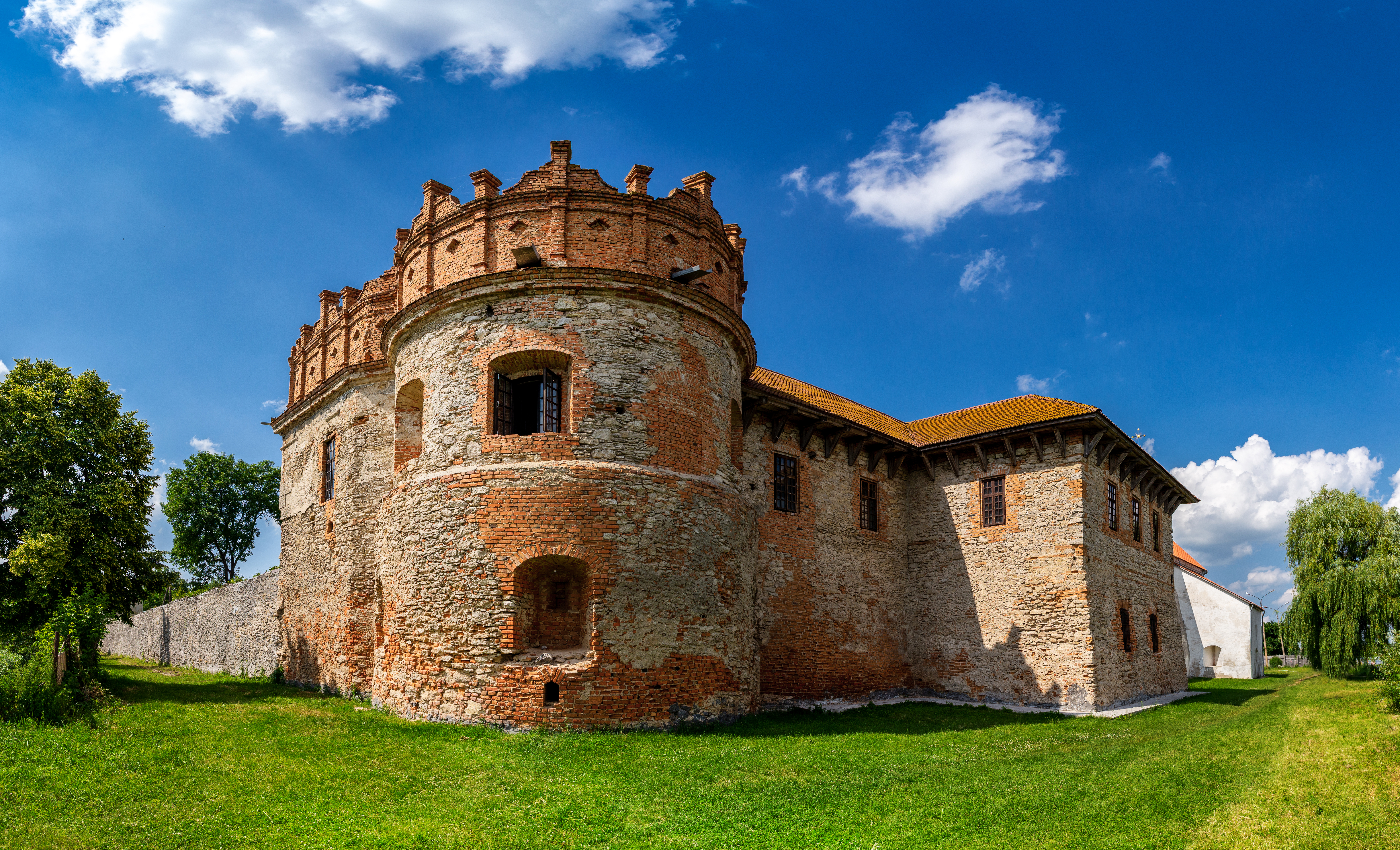
Оборонная башня
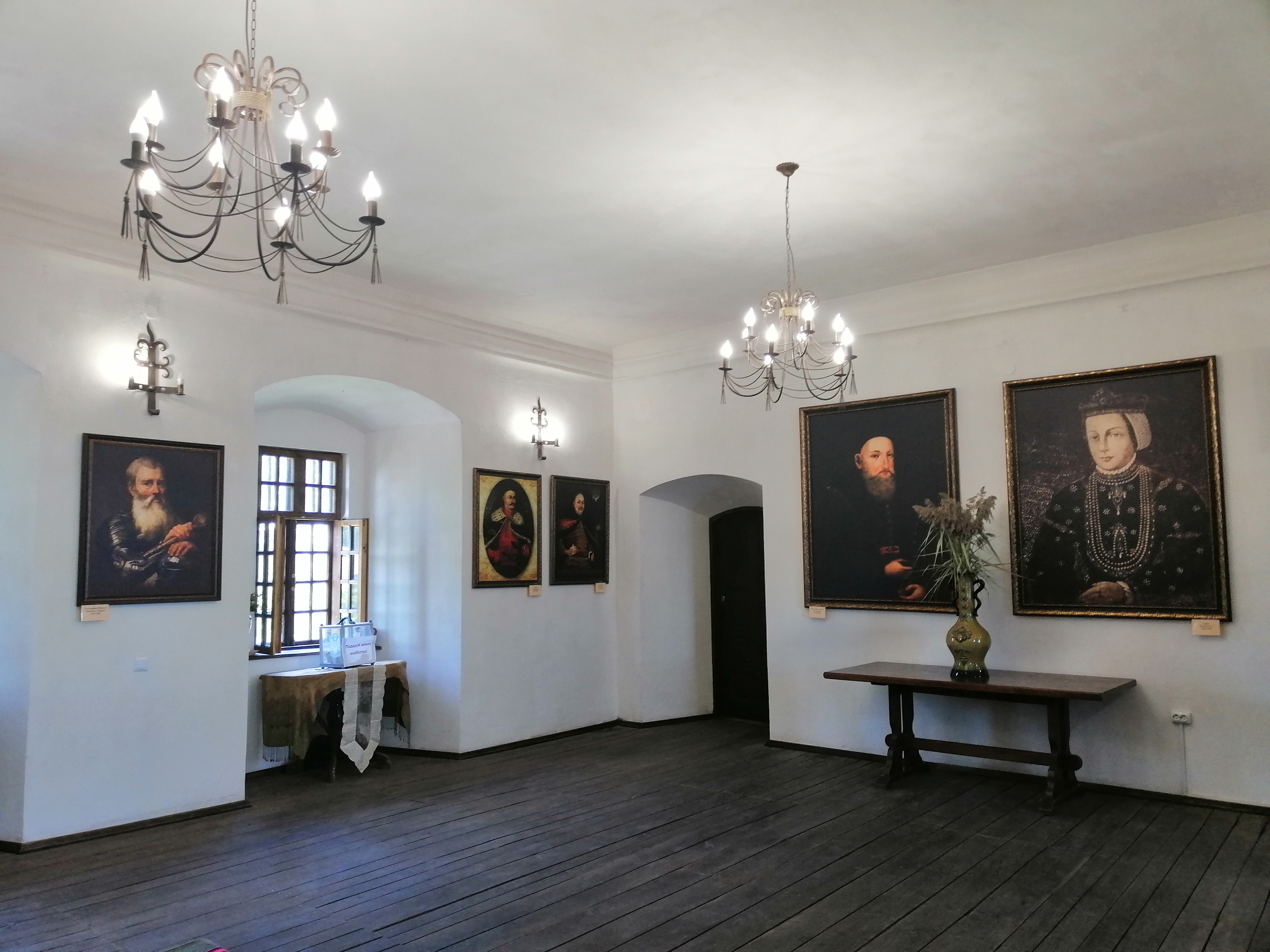
Портретная галерея рода князей Острожских
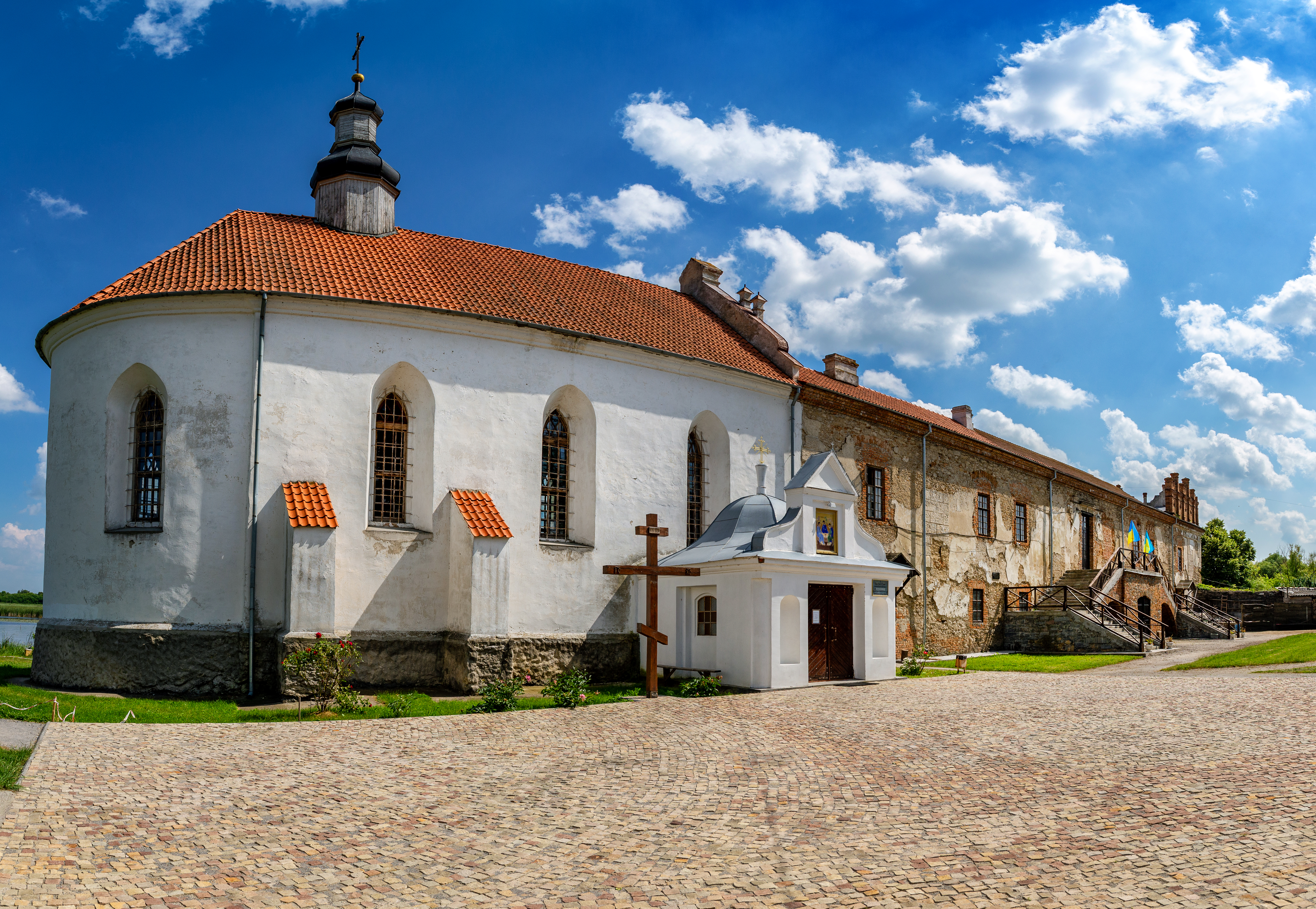
Замковая церковь Пресвятой Троицы
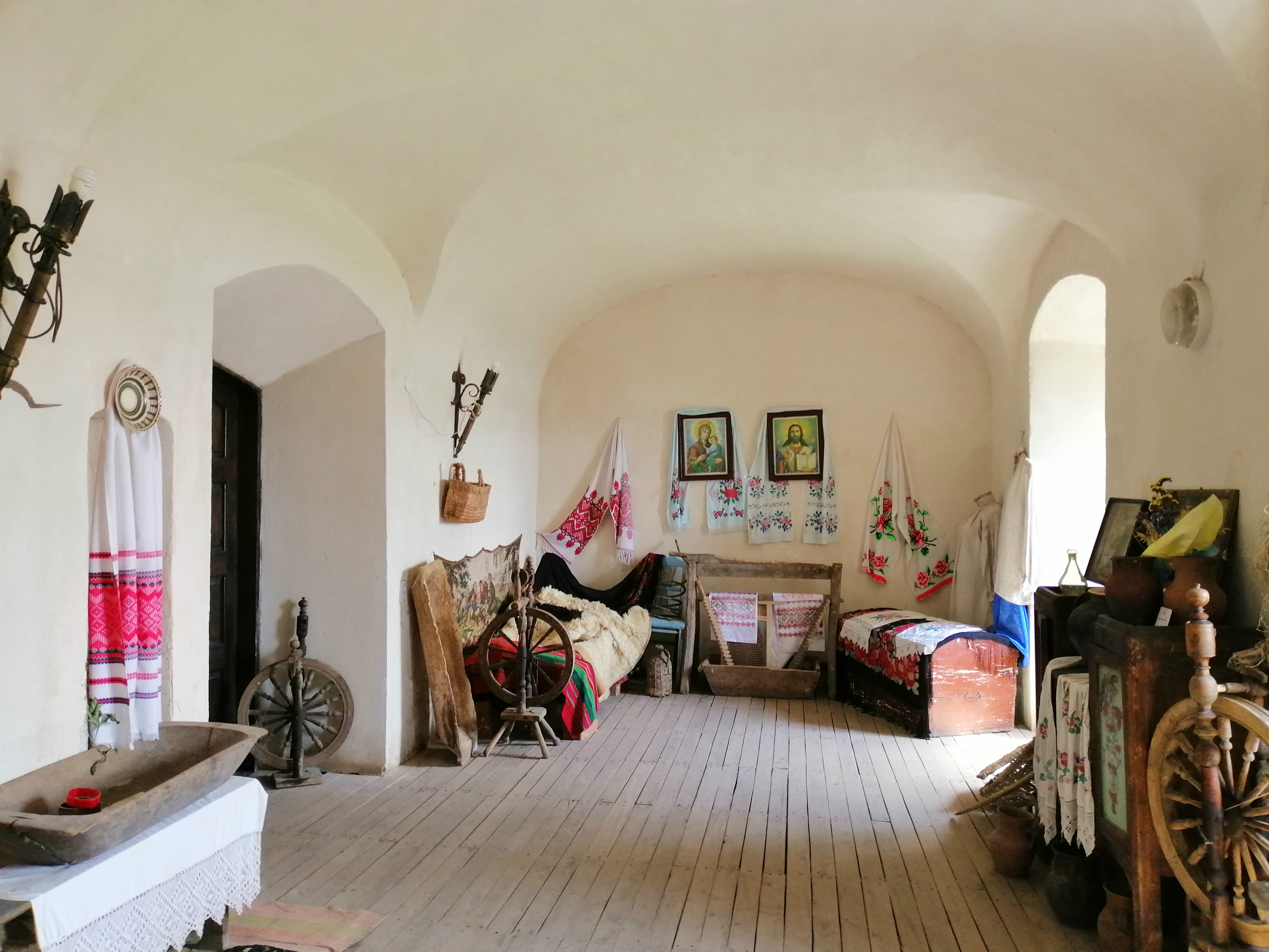
Этнографический зал на первом этаже дворца
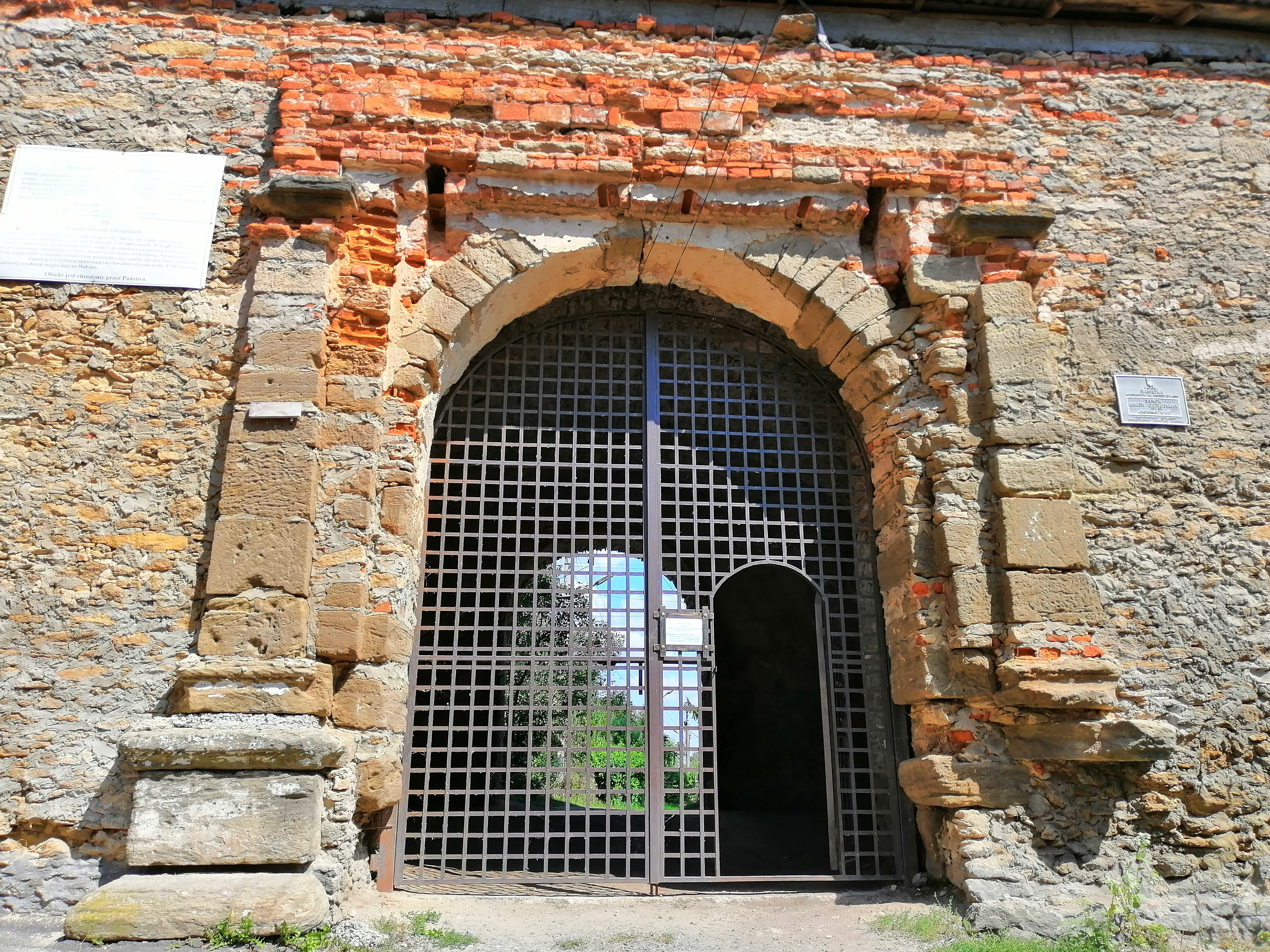
Въездные врата